# 독립된 두눈
독립된 두 눈은 반상의 돌이 갖추어야 할 완생의 최소 조건이다. 두 개의 눈이 갖추어지지 못한 돌은 단수에 몰려 살 수 없지만, 독립된 두 눈을 갖춘 모양의 돌은 완생이므로 공격의 대상이 될 수 없다.